# ماریو اندرتی
ماریو اندرتی (انگلیسی: Mario Andretti؛ زادهٔ ۲۸ فوریهٔ ۱۹۴۰) یک آمریکایی متولد ایتالیا و قهرمان سابق مسابقات اتومبیل‌رانی و اتومبیل‌ران فرمول ۱ است. از او به عنوان یکی از موفق‌ترین آمریکایی‌ها در تاریخ ورزش یاد می‌شود.